# Bulangan Timur
Bulangan Timur is een bestuurslaag in het regentschap Pamekasan van de provincie Oost-Java, Indonesië. Bulangan Timur telt 2593 inwoners (volkstelling 2010).